# Аркан: ґримуар
"Аркан": ґримуар — повість українського письменника Віктора Сердульця, видана під дещо двозначним псевдонімом Роман Жахів, вперше опублікована 2014 року у видавництві «Сергія Пантюка» (Київ); перевиданий 2019 року у видавництві Р.К. Майстер-принт (Київ).
Дебютна повість письменника з Буковини Романа Жахіва повна пригод і поневірянь гурту відважних сколотів, котрі вирушили на пошуки втраченої святині свого народу – золотого келиха.
Текст насичений евангельськими та історичними алюзіями, інтертекстуальними вкрапленнями з доробку українських мислителів, перлинами народної мудрості, пісенно-поетичної творчості, запозичених із переказів, легенд, казок, народного епосу.
Більшість рецензентів відзначають особливу вишуканість мови твору. 
Події повісті сягають скіфських часів (автор наполягає на самоназві скіфів — сколоти). Головний персонаж Лан-сколот. Саме навколо його пригод, мандрів і будується основна сюжетна лінія твору. Усі події об'єднані образом одного артефакту — золотого келиха, який, за народотворчим міфом, разом із золотими плугом, ярмом і сокирою впав з неба на зорі виникнення сколотів. Втрата цієї святині призвела до часів смути.
Щодо жанрових особливостей "Аркану", то його можна було б означити як пригодницьку повість, як квест. Сам автор називає свій твір ґримуаром. Усе це слушно, оскільки є мандрівка, наповнена різними пригодами, персонажами, є мета, на шляху до якої безліч небезпек, перешкод. Опису подій властивий динамізм. Це все те, що робить повість читабельною. Авторське визначення жанру твору як ґримуару підводить читача до іншого рівня "Аркану", до прихованого змісту, який містить у собі важливе смислове навантаження. Безперечно, повість потребує детальної контекстуальної рецепції, яка передбачає відповідну підготовку, оскільки творові властива інтертекстуальність, алюзійність. Роман Жахів, працюючи над текстом, залучав фольклорні матеріали, історичні джерела, релігійно-філософські системи, міфологічні уявлення, навіть знання із народної медицини.
Особливу увагу автор приділив мові твору. Він намагався досягти питомо українського звучання. Саме цим пояснюється цілковита відсутність у тексті не властивої питомим словам букви "ф". 

## Відгуки
Інга Кейван: Художньо довершені мова і стиль "Аркану", образна насиченість, яскраві персонажі, цікавий і динамічний сюжет, інтрига, можливість різнорівневого прочитання свідчать про те, що українську літературу можна привітати ще з одним хорошим, самобутнім автором. Очевидно, що повість здобуде досить широку читацьку аудиторію, адже її автор піднімає і намагається збагнути особливо сьогодні і особливо очевидну для всіх проблему рокованості України.